# Sint-Pieterskerk (Jette)
De Sint-Pieterskerk (Frans: Église Saint-Pierre) is een kerkgebouw in de Belgische gemeente Jette in het Brussels Hoofdstedelijk Gewest.
De kerk staat aan de oostzijde van het Kardinaal Mercierplein waaraan ook Station Jette gelegen is. Ten oosten van de kerk ligt het kerkhof van Jette.
Het kerkgebouw is opgedragen aan Sint-Pieter.
Sinds 2004 wordt de eerste zondagsmis van het jaar in het Brussels gehouden.

## Geschiedenis
Een eerdere kerk heeft vroeger op de plek van het Kardinaal Mercierplein gelegen.
In 1878-1880 werd de huidige bakstenen kerk gebouwd in neogotische stijl naar het ontwerp van architect Charles Demaeght. Het meubilair van de vorige kerk werd overgebracht naar de nieuwe kerk.

## Opbouw
De kerk is een georiënteerde kruiskerk met een vierkante westtoren met drie geledingen en een torenspits, ingesnoerde torenspits, een driebeukig schip met vijf traveeën in basilicale opstand, een viering met dwarsbeuken met ieder twee traveeën en een koor met drie traveeën en een driezijdige koorsluiting.

## Interieur
De stenen doopvont is het oudste stuk in de kerk en dateert van 1597. De twee biechtstoelen, met mooie medaillons  van de H. Hiëronymus en H. Gregorius, dateren uit de vroege 18de eeuw. De schilderijen en enkele beelden dateren uit de 17de of 18de eeuw. Het Mariabeeld met het Kind Jezus is het pronkstuk van de kerk. Het orgel in Romantische stijl werd in 1898 gebouwd door de gebroeders Adrien en Salomon Van Bever. Er bevindt zich in de linkerzijbeuk ook een praalgraf van de familie de Villegas, de laatste heren van het Graafschap Sint-Pieters-Jette. Het is vervaardigd in zwart marmer met bovenaan in wit marmer het wapenschild van het geslacht.